# 80 Jours (film)
Pour plus de détails, voir Fiche technique et Distribution.
80 Jours (80 Egunean) est une fiction réalisée par Jose Maria Goenaga (eu) et Jon Garaño, sortie en 2010. Ce drame entièrement tourné en basque traite des sentiments lesbiens de deux femmes âgées.

## Fiche technique
- Titre français : 80 Jours
- Titre basque : 80 Egunean
- Titre espagnol : En 80 días
- Image : Javier Agirre Erauso
- Musique : Pascal Gaigne
- Durée : 104 minutes (1 h 44)
- Dates de sortie :
  - Espagne : 23 avril 2010 (Festival de Cine y Derechos Humanos Donostia) ; 21 mai 2010 (sortie nationale)
  - France : 13 novembre 2010 (Arras Film Festival) ; 13 juin 2012 (sortie nationale)

## Distribution
- Itziar Aizpuru : Axun
- Mariasun Pagoaga : Maite
- Jose Ramon Argoitia : Juan Mari
- Zorion Egileor : Julian
- Ane Gabarain : Josune
- Patricia López : Garazi
- Tania de la Cruz : Ana
- Zuriñe Benavente : Axun jeune
- Maialen Urbieta : Maite jeune

## Production

### Récompenses et distinctions

#### Récompenses
- Festival international du film d'Arras 2010
  - Mention spéciale du jury
- Festival international du premier film d'Annonay 2011 edition n° 28 
  - Prix Spécial du Jury pour Jon Garaño
- Festival Cinespaña 2011 edition n° 16 
  - Prix du Public
  - Meilleure interprétation féminine pour Itziar Aizpuru et Mariasun Pagoaga

#### Nominations
- Festival Cinespaña 2011 edition n° 16 
  - Violette d'Or du Meilleur film
- Festival international du premier film d'Annonay 2011 edition n° 28 
  - Grand Prix du Jury
  - Prix du Public
  - Prix des Lycéens
  - Prix de la Meilleure Musique de film